# Buchenavia tetraphylla
Buchenavia tetraphylla là một loài thực vật có hoa trong họ Trâm bầu. Loài này được (Aubl.) R.A.Howard mô tả khoa học đầu tiên năm 1983.